# Mimocalothyrza bottegi
Mimocalothyrza bottegi là một loài bọ cánh cứng trong họ Cerambycidae.